# 凯文·基冈
約瑟·奇雲·基瑾，OBE（1951年2月14日—），英國人，出生於英格蘭約克郡的阿姆索普（Armthorpe），英國前足球員及領隊。
球員時代曾效力利物浦，贏得歐聯冠軍。轉任教練後，又曾代表及帶領英格蘭代表隊比賽。自2005年3月10日辭任英超球隊曼城的領隊後，暫時退出足球壇；至2008年1月16日復出再次執教紐卡素，僅執掌8個月，於9月4日呈辭。
基瑾是2002年英格蘭足球名人堂首屆入選名單之一，以表揚其作為球員對英格蘭足球的貢獻。基瑾亦獲選為1976年的英格蘭足球先生、1978年及1979年連續兩屆的歐洲足球先生及1982年的PFA足球先生。同時獲選在世的最偉大的125名球員名單。但作為教練，基瑾一直都被批評為名大於實，尤以他執教英格蘭足球代表隊和曼城時期最為人詬病。

## 生平

### 球員
奇雲·基瑾自1971年夏季便加盟利物浦。奇雲基瑾加盟不久，已迅速建立其勇敢、活躍及敏銳的射手形象，在1971年末入選英格蘭足球代表隊廿三歲以下代表隊出賽，翌年11月15日更入選大國腳首戰威爾斯。
基瑾效力利物浦時三次為利物浦取得英格蘭頂級聯賽冠軍，並在1976/77年球季取得歐聯冠軍。1977/78年轉投德國甲組聯賽的漢堡，當屆他不但贏得德甲聯賽冠軍，還取得歐洲足球先生榮譽。

## 教練

### 紐卡素(1992-97)
退役後基瑾順理成章出任教練。1992年他加入紐卡素。此球會基瑾在球員時代也曾效力過，但任紐卡素領隊時，球隊卻只是在英格蘭甲組聯賽（第二級）打滾。1992-93年球季，基瑾成功帶領紐卡素升上英超，曾在多個球季挑戰英超冠軍，但最佳成績卻僅獲亞軍，所以1997年奇雲基瑾宣佈辭職。

### 富咸(1998-99)
1998年基瑾加盟富咸，在1998/99年球季為富咸從乙組升上甲組，不久英格蘭足球代表隊需要尋找一名教練接手，基瑾未帶領富咸升上超聯，便轉往英格蘭隊執教。

### 英格蘭國家隊(1999-00)
基瑾執教初期憑著其個人名氣，很快便深受英國球迷歡迎，但是隨著多場比賽失利，不少人都開始質疑基瑾的能力，尤其是基瑾一直堅持起用日漸老化的舒利亞以及狀態飄忽不定的奧雲作為前鋒拍檔，令球隊不能提升攻力，就更受球迷普遍不滿。在2002年世界杯外圍賽主場敗給德國0比1後，奇雲基瑾亦宣告辭職。

### 曼城(2001-05)
2001/02年基瑾接手曼城贏得英格蘭甲組聯賽《第二級》冠軍，並大力收購具名氣的球員增強實力，較著名的有曾效力利物浦的科拿和麥馬拿文。可是科拿和麥馬拿文等球員都未能發揮出應有的水平，並因基瑾喜用高價進行收購，結果引致財力薄弱的曼城出現虧損，結果基瑾只好引咎離職。

### 紐卡素(2008)
在2008年1月16日，基瑾再度出任纽卡斯尔联領隊，簽約3年半合約。3月22日基瑾帶領紐卡素在英超以2:0擊敗富勒姆，取得重返球隊後第一场勝仗。2008年9月1日夏季球員轉會窗關閉後，基瑾有感買賣球員的權力被削奪，與足球總監丹尼斯·韋斯存在分歧，有傳聞向球隊呈辭，大批紐卡素球迷擁到聖占士公園球場表達不滿，紐卡素被迫發表聲明基瑾沒有被炒，但於9月4日基瑾透過聯賽領隊協會（League Managers' Association，簡稱LMA）宣佈第二次離開紐卡素，約200名憤怒的球迷聚集聖占士公園球場外，展示「ASHLEY not so WISE」的抗議橫額，高呼要求班主（Mike Ashley）及韋斯離職。

## 榮譽

### 球員時期
- 1972/73年 英格蘭甲組聯賽（頂級）冠軍（利物浦）
- 1972/73年 欧洲联盟杯（利物浦）
- 1973/74年 英格兰足总杯（利物浦）
- 1974/75年 慈善盾（利物浦）
- 1975/76年 英格蘭甲組聯賽（頂級）冠軍（利物浦）
- 1975/76年 欧洲联盟杯（利物浦）
- 1976/77年 慈善盾（利物浦）
- 1976/77年 英格蘭甲組聯賽（頂級）冠軍（利物浦）
- 1976/77年 歐洲冠軍球會盃（利物浦）
- 1978/79年 德国甲级联赛  冠軍（漢堡）

### 領隊時期
- 1992/93年 英格蘭甲組聯賽《第二級》 冠軍（纽卡斯尔联）
- 1998/99年 英格蘭乙組聯賽《第三級》 冠軍（富勒姆）
- 2001/02年 英格蘭甲組聯賽《第二級》 冠軍（曼城）